# Barbara Bush
Den här artikeln handlar om den före detta presidenthustrun Barbara Bush (1925–2018). För dottern till George W. Bush, se Barbara Pierce Bush.

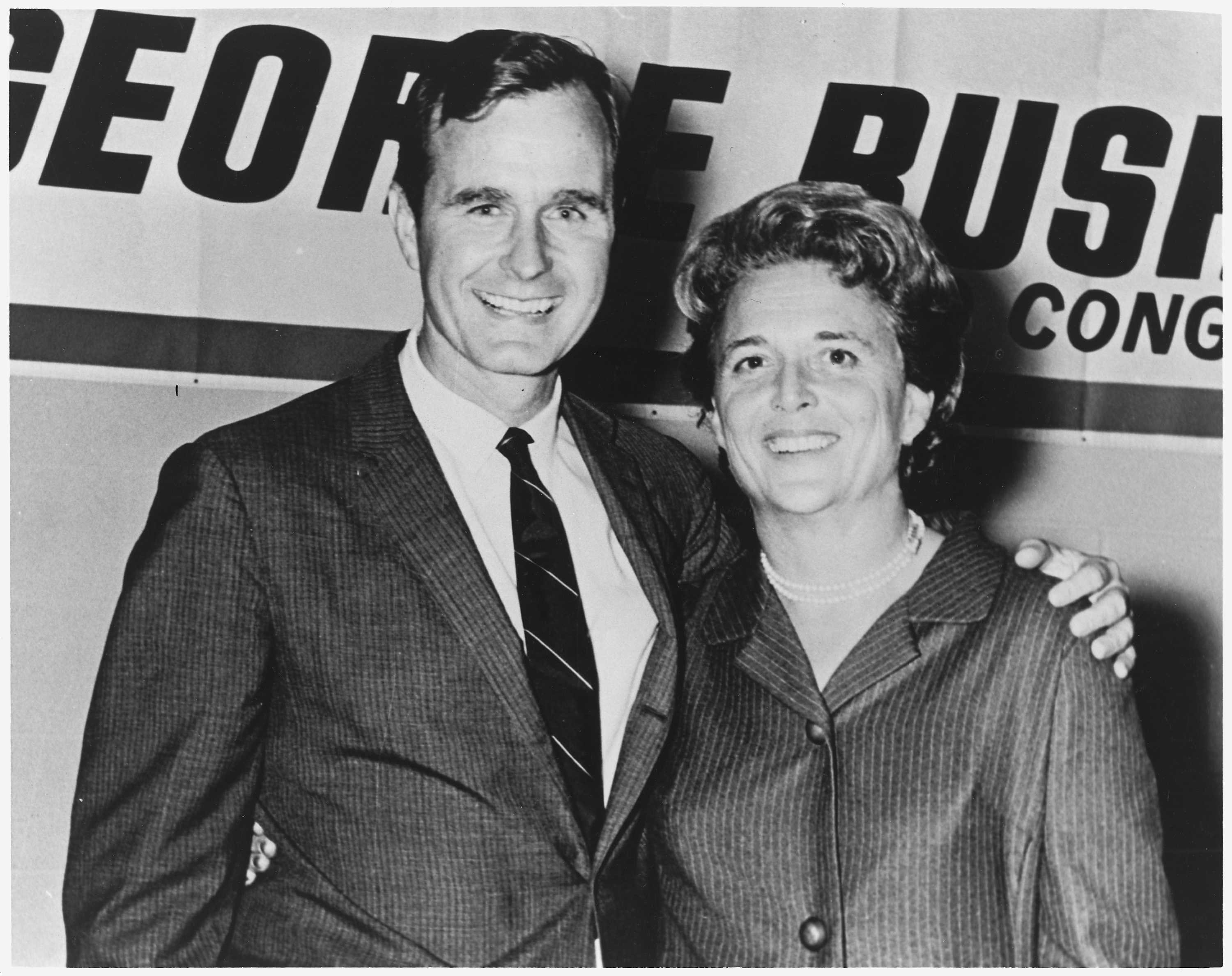
George och Barbara Bush 1966.

Barbara Pierce Bush, född 8 juni 1925 på Manhattan i New York, död 17 april 2018 i Houston, Texas, var George H.W. Bushs hustru från 6 januari 1945 fram till sin död, och USA:s första dam under sin makes ämbetsperiod som landets 41:e president mellan 1989 och 1993. Barbara Bush fick sex barn, däribland George W. Bush, USA:s 43:e president, och Jeb Bush, Floridas 43:e guvernör.

## Biografi
Barbara Bush föddes på Manhattan i New York men växte upp i förorten Rye i Westchester County, nordöst om New York, som dotter till Pauline och Marvin Pierce. Fadern, som var VD för publiceringsförlaget McCall Corporation, var en avlägsen släkting till Franklin Pierce. När hon var 16 år träffade hon George H.W. Bush på en dansbana vid juletid 1941 och de två förlovade sig ett och ett halvt år senare, precis innan George tjänstgjorde i andra världskriget. När han återvände gifte de sig och fick senare sex barn, varav det andra barnet, Robin, avled 1953 i leukemi. Äldsta barnet är George, följd av Robin, Jeb, Neil, Marvin och Dorothy.
Barbara Bush skrev två böcker, Millie's Book (1990), och en självbiografi, Barbara Bush: A Memoir (1994). Två grundskolor i Texas, där hon bodde tillsammans med sin make, är uppkallade efter henne. Ett av hennes barnbarn, den ena av George W. Bushs tvillingdöttrar, är döpt efter henne.
Hennes hälsa sviktade allt mer de sista åren och hon opererades 2009 för hjärtproblem. Hon dog den 17 april 2018 i sviterna av KOL.